# رابرت هاتن
رابرت هاتن (انگلیسی: Robert Hutton; ۱۱ ژوئن ۱۹۲۰ – ۷ اوت ۱۹۹۴) هنرپیشه اهل ایالات متحده آمریکا بود.

## فیلم‌شناسی
- نیومکزیکو (۱۹۵۱) در نقش Lieutenant Vermont
- مرد بدون بدن (۱۹۵۷) در نقش Dr. Phil R. Merritt
- کرکس (۱۹۶۶) در نقش Dr. Eric Lutens
- فقط دو بار زندگی می‌کنید (۱۹۶۷) در نقش President's Aide (uncredited)
- ترغیب‌گران! (۱۹۷۲) در نقش Frank Rocco